# Chiesa di Bojana
La chiesa di Bojana (in bulgaro Боянска църква, traslitterato come Bojanska cărkva) è una chiesa medievale appartenente alla Chiesa ortodossa bulgara; l'edificio si trova a Boyana, un quartiere della capitale bulgara Sofia. L'ala est di questa costruzione a due piani venne eretta originariamente alla fine del X o agli inizi dell'XI secolo, mentre la parte centrale venne aggiunta nel XIII secolo durante il Secondo impero bulgaro. La chiesa venne poi completata a metà del XIX secolo con un'ulteriore espansione verso ovest.

## Storia

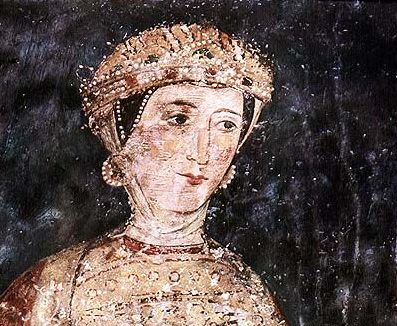
Un affresco rappresentante Desislava, una patrona della chiesa

La chiesa deve la sua fama ai notevoli affreschi che contiene, dipinti a partire dal 1259. Essi costituiscono un vero e proprio secondo strato sopra i dipinti dei secoli precedenti e rappresentano uno degli esempi più completi e meglio conservati dell'arte medievale dell'Europa orientale. Sui muri della chiesa sono dipinte un totale di 89 scene, con 240 figure umane. L'autore di questi capolavori è sconosciuto, ma probabilmente appartiene alla scuola di Veliko Tărnovo.
La caratteristica più sorprendente di quest'opera è la vivacità espressiva. I personaggi storici mostrano lineamenti ben individualizzati e l'iconografia bizantina fortemente formalizzata delle scene bibliche è arricchita da numerosi dettagli riferiti agli usi, costumi e folclore della religione.
Nel nartece si trovano 18 scene che rappresentano la vita di San Nicola. Qui l'autore dipinse alcuni aspetti caratteristici dello stile di vita contemporaneo, come per esempio ne Il miracolo del mare, dove la barca e il cappello del marinaio ricordano la flotta veneziana. I ritratti dei patroni della chiesa (Sebastocrator Kalojan e la moglie Desislava), così come quelli dello zar bulgaro Costantino Tikh e della zarina Irina, situati nel muro nord, sono fra i più vivi e impressionanti della chiesa.
Oltre al primo strato di affreschi dei secoli XI e XII (dei quali restano solo pochi frammenti) e al famosissimo secondo strato del 1259, nella chiesa vi sono anche alcuni altri affreschi successivi, dei secoli XIV, XVI e XVII e dell'anno 1882.
La chiesa di Bojana nel 1979 è stata inserita nell'elenco dei Patrimoni dell'umanità dell'UNESCO. Gli affreschi furono ripuliti e restaurati fra il 1912 e il 1915 da specialisti austriaci e bulgari; un ulteriore restauro venne effettuato fra il 1934 e il 1944. Nel 1977 la chiesa venne chiusa al pubblico per problemi di conservazione del patrimonio artistico e, dopo un'ultima fase di restauri, venne riaperta nel 2000.